# Джерела газовиділення в гірничі виробки
Джерела газовиділення в гірничі виробки (рос. источники газовыделения в горные выработки, англ. sources gas emission, англ. sources gas evolution, нім. Gasentwicklungsquellenin n pl die Grubenbaue, Gasausscheidungsquellen n pl in die Grubenbaue) — гірські породи (кам'яне вугілля), що виділяють газ у підземні виробки (свердловини). На вугільних шахтах є такі джерела газовиділення в гірничі виробки:
- вугільні пласти що розробляються;
- суміжні газоносні пласти і пропластки, які не розробляються, або виймаються з відставанням;
- вмісні породи.

Основними джерелами є вугільні пласти. В умовах рудників основні джерела — вміщуючі тріщинуваті породи, рідше — корисна копалина.